# Franciszek Różański
Franciszek Różański (ur. 2 stycznia 1942 r. w Zawidzu), polski duchowny katolicki, proboszcz i dziekan w Przasnyszu.

## Życiorys
Ukończył Szkołę Podstawową w Zawidzu (1955), LO w Sierpcu (1959), Wyższe Seminarium Duchowne w Płocku (1966) i Akademię Teologii Katolickiej w Warszawie. Święcenia kapłańskie przyjął 12 czerwca 1966 z rąk biskupa Jana Wosińskiego. Był wikariuszem w Płoniawach, Przasnyszu, Mławie i Sierpcu, proboszczem parafii Osiek koło Rypina w latach 1981–1997 i wicedziekanem dekanatu rypińskiego.
Od 1995 r. Kanonik Gremialny Kapituły Kolegiackiej Pułtuskiej, od 2018 r. prałat dziekan tejże kapituły. Od 1 lipca 1997 r. do 15 sierpnia 2012 r.  proboszcz parafii św. Wojciecha w Przasnyszu. Do 15 października 2009 r. pełnił funkcję dziekana dekanatu przasnyskiego. Od czerwca 2001 r. do września 2012 r. kapelan Zakładu Opiekuńczo-Leczniczego Sióstr Miłosierdzia Św. Wincentego á Paulo w Przasnyszu.
Jako proboszcz w Osieku podjął starania o koronację cudownego obrazu Św. Rodziny. Opracował trzy pozycje poświęcone historii kościoła i cudownego obrazu w Osieku: „Matka Pocieszenia”, „Przed tronem Matki”, „W ramionach Matki”. Obraz Św. Rodziny w Osieku został 25 czerwca 1995 r. ukoronowany przez prymasa Glempa i przedstawicieli Episkopatu.
W Przasnyszu ks. Różański przeprowadził remont zabytkowej dzwonnicy i modernizację plebanii,  wmurował tablice pamiątkowe poświęcone dziejom parafii i kard. Aleksandrowi Kakowskiemu oraz wstawił 11 witraży figuralnych.